# Västra Klagstorp–Tygelsjö Järnväg

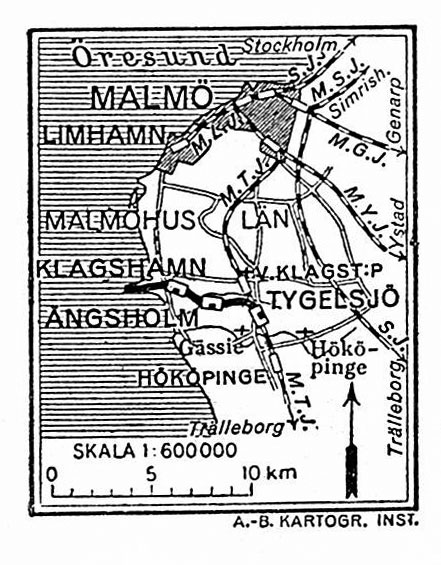
KTJ. Karta 1926.

Västra Klagstorp-Tygelsjö Järnväg (KTJ eller VKTJ), också kallad Klagshamnsbanan, var en normalspårig 1435 mm 4,1 kilometer lång järnväg mellan Tygelsjö vid Malmö-Trelleborgs Järnväg och nuvarande Södra Klagshamn vid Öresund i dåvarande Västra Klagstorps landskommun. Järnvägen öppnades för allmän trafik den 26 oktober 1898.
Kalkbrytningen Västra Klagstorp startade omkring 1880 och kalkprodukterna transporterades med hästdragna fordon till järnvägen i Tygelsjö. Kalkbrottet såldes till ett danskt företag Faxe kalkbrud och fick 1898 namnet Klagstorps Kalkbrotts AB. För transporterna behövdes en järnväg och 1897 beviljades koncessionen för en järnväg mellan Västra Klagstorp och Tygelsjö. Järnvägsbolaget bildades den 22 juli 1897 med ett aktiekapital av 330 000 kronor med två stora ägare, Johannes Henriques Köpenhamn och H. E. Bonne. En koncession söktes också för sträckan mellan Svedala vid Malmö-Ystads Järnväg och Tygelsjö men den förföll 1898.
Banan var färdig 1898 till en kostnad av 480 000 kronor och byggdes med lättare räls (17,5 kg/m) som redan 1904 byttes ut mot tyngre (25,0 kg/m) räls. Den nya järnvägsstationen fick namnet Klagshamn och samhället fick samma namn. Järnvägsbolaget gick med i den gemensam administration Malmö Järnvägar men lämnade samarbetet 1936. Samtidigt med järnvägen byggdes hamnen. Svenska intressen tog över 1899 och KTJ ägdes av Klagstorps Kalkbrotts AB som en bruksbana. En större utbyggnad skedde 1910 med 3,5 kilometer av bispår.
KTJ hade endast två personvagnar och persontrafiken upphörde den 15 maj 1927. Det hade byggts en väg till Limhamn och busstrafiken hade tagit över persontransporterna.
Vid trafikstarten hade banan 56 godsvagnar och två begagnade tanklok. Ytterligare två nya sadeltanklok inskaffades från Nydqvist & Holm 1902 och 1905.  Kalkbolaget köpte 1913 ett begagnat normalspårigt tanklok från Lund-Trelleborgs Järnväg. Lokstall och vändskiva fanns vid Klagshamns station.
Kalkbolaget hade en egen smalspårig 900 mm järnväg med som mest 17 kilometer av spår. Mellan cementfabriken och hamnen gick det treskensspår. Den smalspåriga järnvägen byggdes samtidigt som KTJ och lades ner och revs när kalkverksamheten upphörde 1939. Kalkbolaget hade tio ånglok. De första anskaffades begagnade från Danmark och de fyra sista köptes nya från Orenstein & Koppel med det sista loket levererat 1919. Göteborgs Bank tog över 1918 och kalkbolaget omorganiserades 1922 och fick namnet Klagshamns Cementverks AB. Skånska Cement AB köpte anläggning 1934 och verksamheten upphörde 1938.
För KTJ hade godstrafiken minskat tidigare allt eftersom mer av godset skeppades via hamnen. Efter den 15 maj 1935 gick det bara godståg vid behov även om den reguljära trafiken formellt inte upphörde förrän 1939. Cementbolagets personal tog 1937 över trafiken på KTJ. Sockerbetor transporterades fram till 1945 och KTJ lades ner 1963 men då hade spåret varit obrukbart sedan länge. Spåren revs upp efter 1963 och ett par av de få kvarvarande spåren av järnvägen är stationshuset i Klagshamn och brofundament i Ängsholm.